# Potentilla erecta
Potentilla erecta là loài thực vật có hoa trong họ Hoa hồng. Loài này được (L.) Raeusch. miêu tả khoa học đầu tiên.

## Hình ảnh

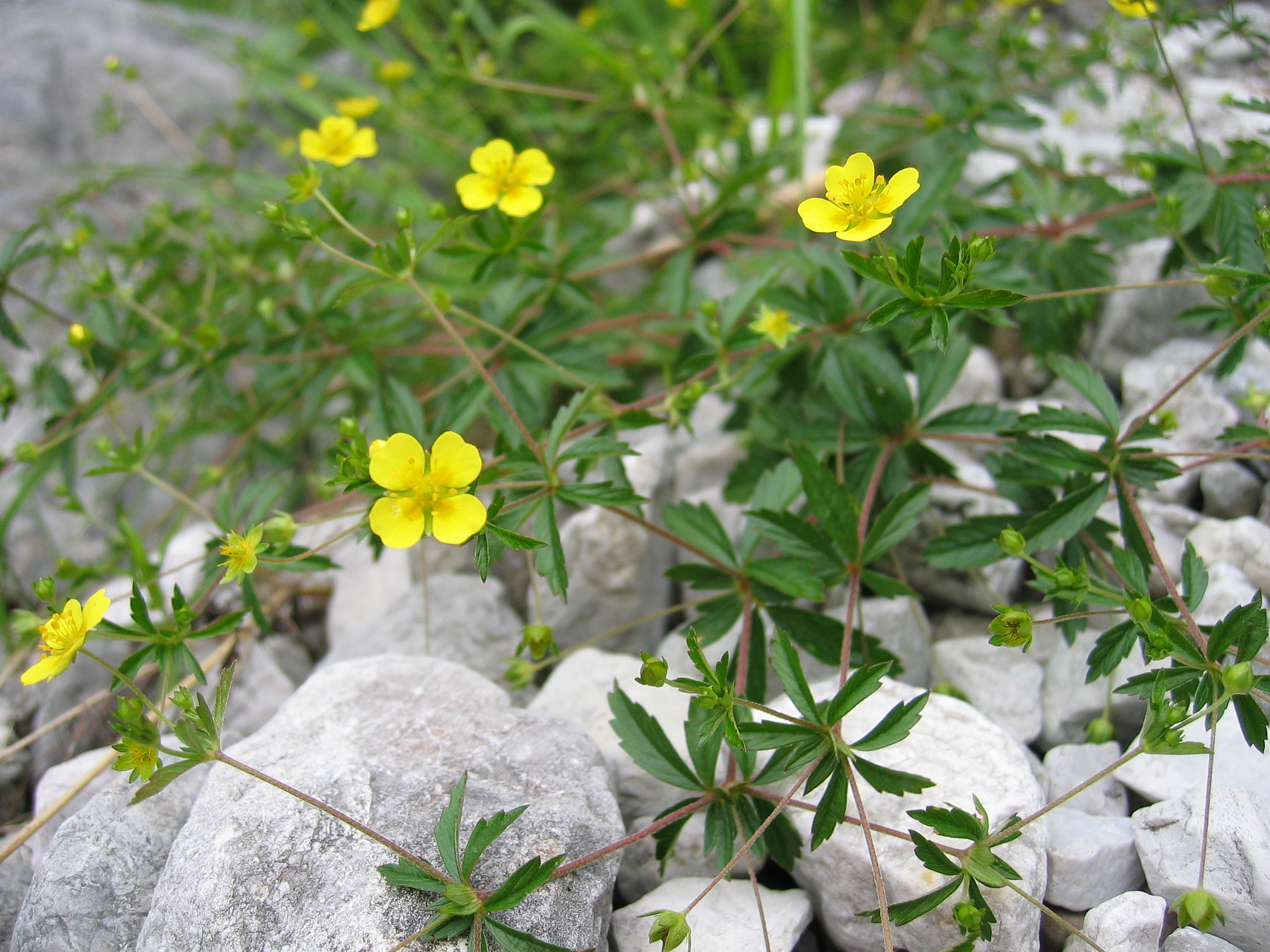
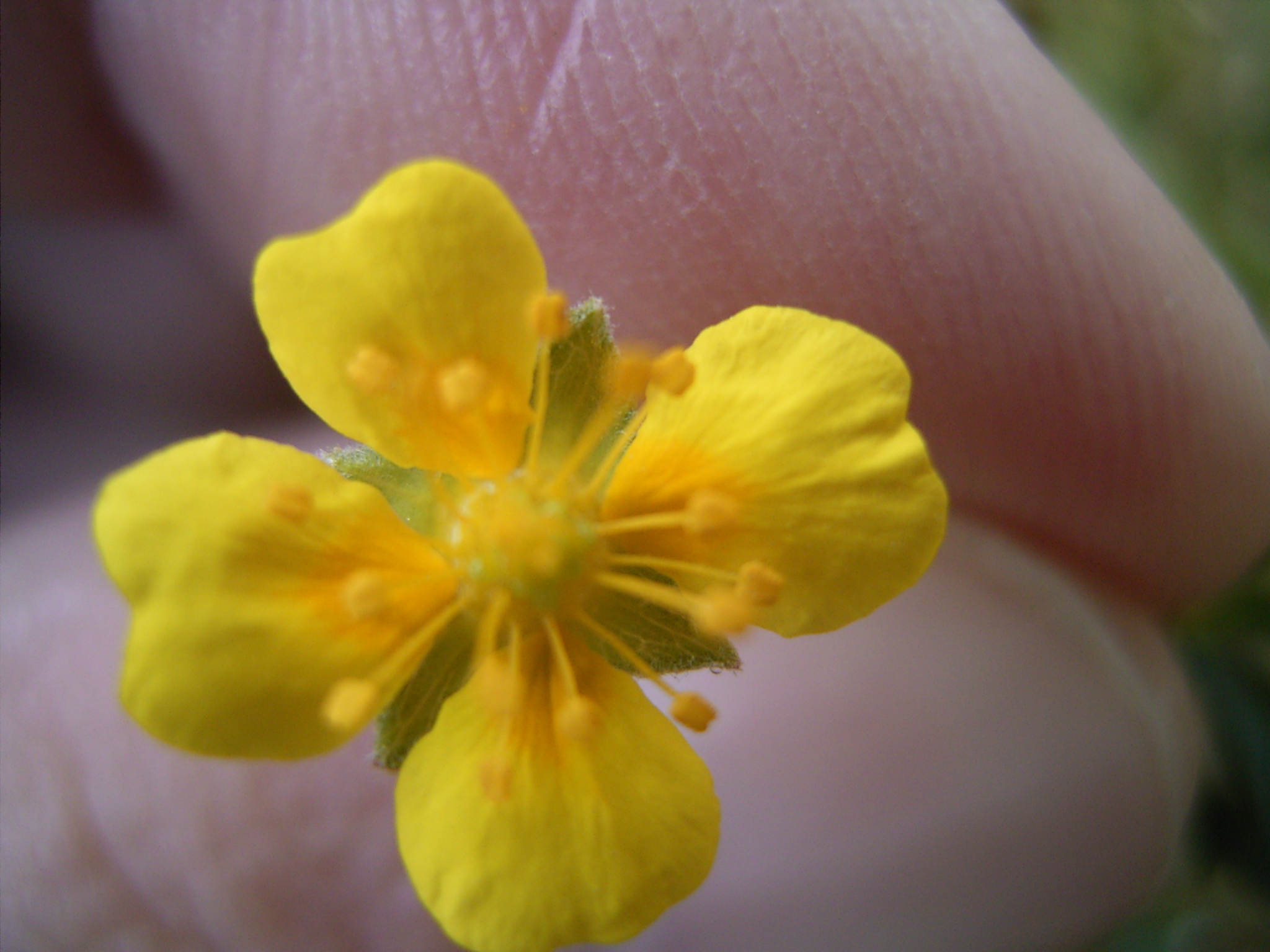
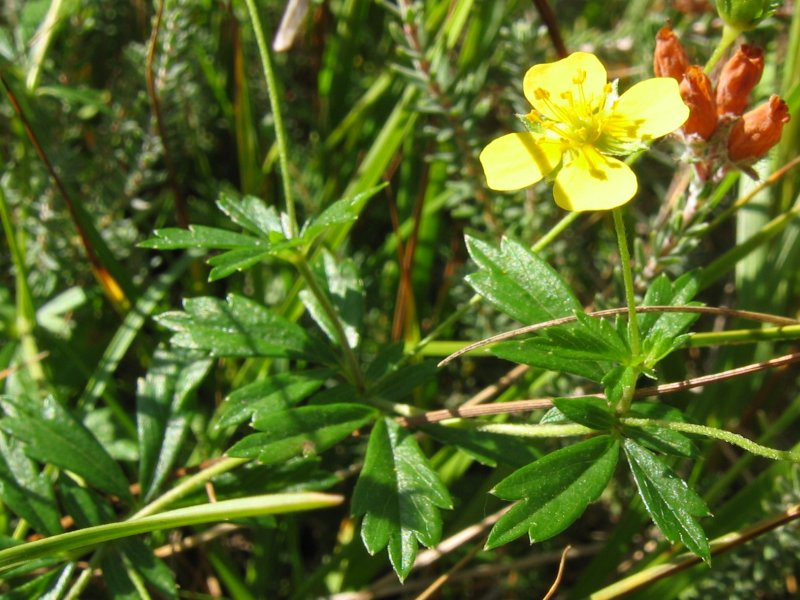
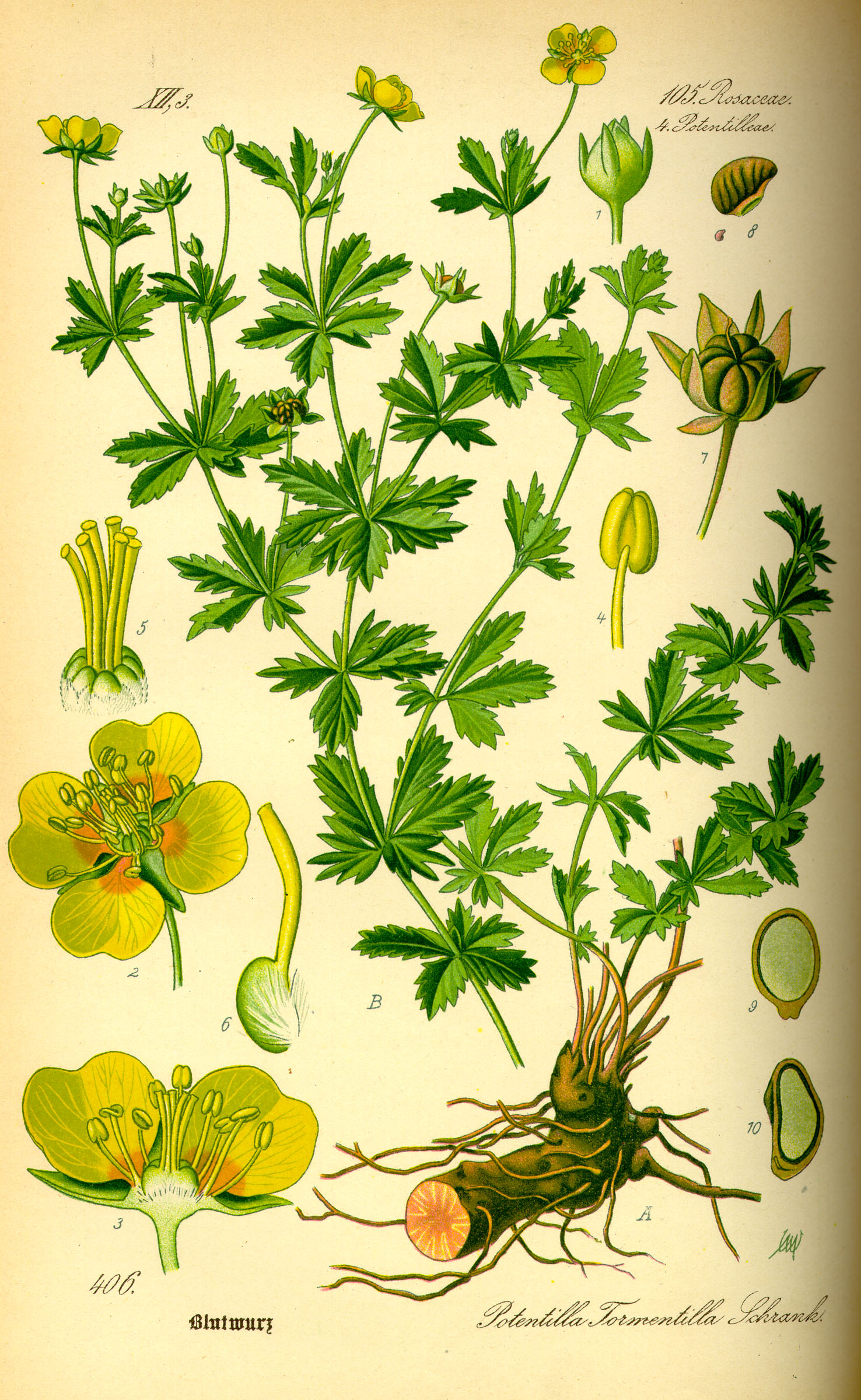